# Cornuvesica
Cornuvesica är ett släkte av svampar. Cornuvesica ingår i ordningen Microascales, klassen Sordariomycetes, divisionen sporsäcksvampar och riket svampar.
|             | Microascaceae                         |
|             |                                       |
|             | Halosphaeriaceae                      |
|             |                                       |
|             | Chadefaudiellaceae                    |
|             |                                       |
|             | Ceratocystidaceae                     |
|             |                                       |
|             | Havispora                             |
|             |                                       |
| Cornuvesica | \| \| Cornuvesica falcata \| \| \| \| |
|             | \| \| Cornuvesica falcata \| \| \| \| |
|             | Sphaeronaemella                       |
|             |                                       |
|             | Bisporostilbella                      |
|             |                                       |
|             | Cornuvesica falcata                   |
|             |                                       |

|  | Cornuvesica falcata |
|  |                     |